# Презид
Презид (лат. praeses) — титул наместника провинции во времена Поздней Римской империи.
С конца I века титул презида (см., например, у Плиния Младшего, Тацита или Светония) применялся по отношению к провинциальным наместникам, должности которых официально назывались проконсульскими или легатскими. Только с III века презид стало официальным названием должности наместника.
После административной реформы Диоклетиана в конце III века президы стали относиться к самому низкому уровню провинциальных наместников. В то время их существовало три:
- проконсулы, имевшие ранг vir spectabilis (самый высокий чин);
- консуляры в ранге vir clarissimus (сенаторы);
- президы в ранге vir perfectissimus (всадники).

В конце IV века президам также стал присваиваться титул vir clarissimus.
Около 400 года во всей Римской империи насчитывалось около 70 президов. Они имели судебные, а также административные функции и были (за исключением провинций Исаврия и Мавретания Цезарейская) в отличие от наместников ранней империи, ответственными только за гражданскую администрацию. До Диоклетиана им всё ещё подчинялись пограничные войска, но теперь они были лишены и этого командования. Президы также имели полномочия судей для всех провинциальных жителей, которые не были военными, не относились к духовенству или сенаторскому сословию. Для незначительных случаев презид назначал своих собственных судей, iudex pedaneus.
Кроме того, президы были ответственны за внесение денежных и натуральных налогов, как от государственных земель, так и от частных лиц, контролировали государственную транспортную систему cursus publicus и все работы в области общественной инфраструктуры (улицы, мосты, водопроводы и т. д.). Они наблюдали за работой городских властей, а также всем тем, что относилось к области общественного порядка. Они обращались по каким-то вопросам не только к викариям и префектам, но даже непосредственно к самому императору, так как не имелось четко отрегулированного механизма прохождения по инстанциям.
Обычно у президов была резиденция в столице провинции, однако к их обязанностям относилось регулярное посещение всех городов подвластной провинции и проведение судебных заседаний. Эти заседания были открыты для общественности.
Президы назначались по предложению префекта претория императором, но их полномочия могли быть прекращены самим префектом, если имело место серьезное злоупотребление служебным положением. Срок полномочий презида, как правило, длился год или два года. Эта должность предоставлялась на такой небольшой срок потому, что император стремился распределять связанные с этим доходы и привилегии между своими фаворитами. Многие бывшие президы также не оставались на государственной службе и после окончания срока их полномочий возвращались обратно к частной жизни.